# みんなのウミズーミ
みんなのウミズーミ (Team Umizoomi) は、アメリカ合衆国のテレビアニメ。アメリカではニコロデオンで2010年1月25日から2015年4月25日まで放送された。日本ではAmazon Prime Videoで日本語吹き替え版と英語オリジナル版が2016年から配信され、ニコロデオンでは2018年1月30日から放送され、Nick+では2021年4月28日から配信されている。過去にはネットフリックスでも配信されていた。

## 概要
このアニメは未就学児向け作品として、コンピューターグラフィックで製作されており、チーム・ウミズーミが視聴者に助けを借り、数字のパワーで数々の問題を全て解決するという内容になっている。

## キャラクター

### メイン
ミリ
声 - ソフィア・フォックス (シーズン1)、マドリンローズ・イェン (シーズン2 - シーズン4)
6歳の女の子、チーム・ウミズーミのメンバー。
ジオ
声 - イーサン・ケンプナー (シーズン1 - シーズン3)、ジュアン・ミルト (シーズン4)
5歳の男の子、ミリの弟。チーム・ウミズーミのメンバー。
ボット
声 - ドノヴァン・パットン
緑色のロボット、チーム・ウミズーミのメンバー。ゴムのように手を伸ばしたり、お腹にある画面で電話したりできる。
ウミ・カー
声 - PT・ウォークリー
ダンプ・カー
シャープ・バンディット
声 - PT・ウォークリー
イカのスクィーディー
声 - クリス・フィリップス
ドア・マウス
声 - ジョー・ナルシスコ (シーズン1 - シーズン2前期) →クリス・フィリップス(シーズン2後期 - シーズン4)
シャーク・カー

### トラブルメイカーズ
リトル・トラブル
声 - ニック・ヘザリントン
ビッグ・トラブル
声 - ジェイソン・ハリス
トラブル・トラック

## 日本語版キャスト
メイン
- ミリ - ?
- ジオ - 白石涼子[1]
- ボット - 飯島肇[2]

そのほか
- 藤原夏海
- 川端麻衣 (ドラゴン)
- 長谷美希 (ジョン)
- 高梨謙吾 (王様)
- 板取政明
- 野川雅史
- 川上千尋 (男の子、女の子、ヒヨコ)[3]
- 拝真之介[4]
- 小堀友里絵[4]
- 河野茉莉[4]

## 各話リスト

### シーズン1
| 話数 | 日本語タイトル               | 英語タイトル                  |
| ---- | ---------------------------- | ----------------------------- |
| 1    | 船のレース                   | The Big Boat Race             |
| 2    | おもちゃのパレード           | The Rolling Toy Parade        |
| 3    | ゾウさんの噴水               | The Elephant Sprinkler        |
| 4    | たこあげ大会                 | The Kite Festival             |
| 5    | 楽しい遊園地                 | Carnival                      |
| 6    | おもちゃの列車               | The Wild West Toy Train Show  |
| 7    | お誕生日パーティー           | Subway Heroes                 |
| 8    | わたしの宝物                 | Favorite Things Show          |
| 9    | 大好きを届けよう             | Special Delivery              |
| 10   | 図書館へ行こう               | To the Library                |
| 11   | 牛乳を探せ                   | The Milk Out                  |
| 12   | スーパーマーケットでお買い物 | Super Trip to the Supermarket |
| 13   | 飛行機を飛ばそう             | Ready for Take Off            |
| 14   | みんな大好きアイスクリーム   | ce Cream Truck                |
| 15   | 外で楽しいお弁当             | Picnic                        |
| 16   | ダンスの発表会               | The Butterfly Dance Show      |
| 17   | 楽しい水族館                 | The Aquarium Fix-It           |
| 18   | 恐竜たちを救え               | The Dinosaur Museum Mishap    |
| 19   | サンタのお願い               | Santa's Little Fixers         |
| 20   | 公園を取り戻せ               | Playground Heroes             |

### シーズン2
| 話数  | 日本語タイトル             | 英語タイトル                   |
| ----- | -------------------------- | ------------------------------ |
| 1     | 数を数えるお星さま         | Counting Comet                 |
| 2     | 負けられないカーレース     | Race Around Umi City           |
| 3     | おサルさんの新しいおうち   | Purple Monkey Mission          |
| 4     | 走れ！シャーク・カー       | Shark Car                      |
| 5     | ウミ・カーは消防車         | Umi Fire Truck                 |
| 6     | コインを探す旅             | Umi Toy Store                  |
| 7     | 楽しいハロウィンパーティー | The Ghost Family Costume Party |
| 8     | 止まらないスケート         | Crazy Skates                   |
| 9     | 卵を追いかけよう           | Umi Egg Hunt                   |
| 10    | がんばるミリ               | Milli Saves the Day            |
| 11    | 博物館で大冒険             | Day at the Museum              |
| 12    | 青い人魚の伝説             | The Legend of the Blue Mermaid |
| 13    | バスターを救え             | Buster the Lost Dog            |
| 14    | ヒヨコたちの大騒動         | Chicks in the City             |
| 15    | すてきなマジック           | The Incredible Presto          |
| 16    | 困ったクマさん             | Super Soap!                    |
| 17    | 氷の海の大冒険             | The Great UmiCar Rescue        |
| 18-19 | 数字の王様と魔法使い       | The King of Numbers            |
| 20    | ゾウのエリー               | Ellee the Elephant             |